# Jeanne Tomasini
Pour les articles homonymes, voir Tomasini.
Œuvres principales
- Les Obstinés (2004)
- Don Paolo (2005)
- Le Persan (2006)

Jeanne Tomasini, (née Maestracci) le 25 juin 1920 à L'Estaque et morte le 19 avril 2022 à La Garde,, est une écrivaine française, auteure de romans historiques.

## Biographie
Jeanne Tomasini est née le 25 juin 1920 à L'Estaque, un quartier du 16e arrondissement de Marseille. Après une carrière d'institutrice, elle débute en 2004 une carrière d'écrivain en publiant à 84 ans Les Obstinés, son premier roman historique,,. Elle a participé en 2008 à l'anthologie de nouvelles policières corses "Piccule fictions", au côté d'une vingtaine d'autres auteurs :  Patrice Antona, Jean-Pierre Petit, Danièle Piani, Claude Ferrieux, Denis Blémont Cerli, Pierre-Paul Battesti, Marie-Catherine Deville, Eric Patris, Pietr’Anto Scolca, Jean-Pierre Santini, Marie-Hélène Ferrari, Jean-Louis Vassallucci, Jean-Paul Ceccaldi, Jean-Pierre Orsi, Jacques Mondoloni, Fabrice Albertini, Ugo Pandolfi, Arlette Shleifer, Martine Rousset, Elisabeth Milleliri, Jean-Michel Raffalli.